# Dialekty języka bułgarskiego
Dialekty języka bułgarskiego (bułg. български диалекти) – zespół odmian języka bułgarskiego.
Gwary bułgarskie tworzą część południowosłowiańskiego kontinuum językowego.
Pierwszym badaczem zajmującym się dialektologią bułgarską był Neofit Riłski. Dziedziną tą zajmowali się także: Marin Drinow, Konstantin Jireček, Lubomir Mileticz, Aleksandyr Todorow-Bałan oraz Stojko Stojkow.
Gwary macedońskie bywają traktowane jako specyficzny wariant bułgarszczyzny. W drugiej połowie XX wieku zaczęto jednak klasyfikować gwary macedońskie jako  odrębny język. W Jugosłowiańskiej Republice Macedonii doszło do kodyfikacji macedońskiego standardu językowego, odrębnego względem normy bułgarskiej. Pełny rozwój języka macedońskiego umożliwiła macedoński ruch narodowy. Do dziś niektórzy językoznawcy traktują macedoński jako formę bułgarskiego.
Tak zwana granica jaci (ятова граница) dzieli dialekty bułgarskie na zachodnie i wschodnie. Wyznacza ją realizacja dawnej litery jać (ѣ); z przegłosem na wschodzie: /я, ʲa/ lub /е, ɛ/, np. bjał, beli (biały, białe) lub bez niego na zachodzie: /е, ɛ/, np. beł, beli (biały, białe).